# 181

## Родени
- Хан Хиан: последен император на династията Хан, Китай († 234)